# Bataraza
Bataraza est une ville de 1re classe de la province de Palawan aux Philippines. Selon le recensement de 2015 elle compte 75 468 habitants.

## Barangays
Bataraza est divisée en 22 barangays.
- Bono-Bono
- Bulalacao
- Buliluyan
- Culandanum
- Igang-Igang
- Inogbong
- Iwahig
- Malihud
- Malitub
- Marangas
- Ocayan
- Puring
- Rio Tuba
- Sandoval
- Sapa
- Sarong
- Sumbiling
- Tabud
- Tagnato
- Tagolango
- Taratak
- Tarusan

## Démographie

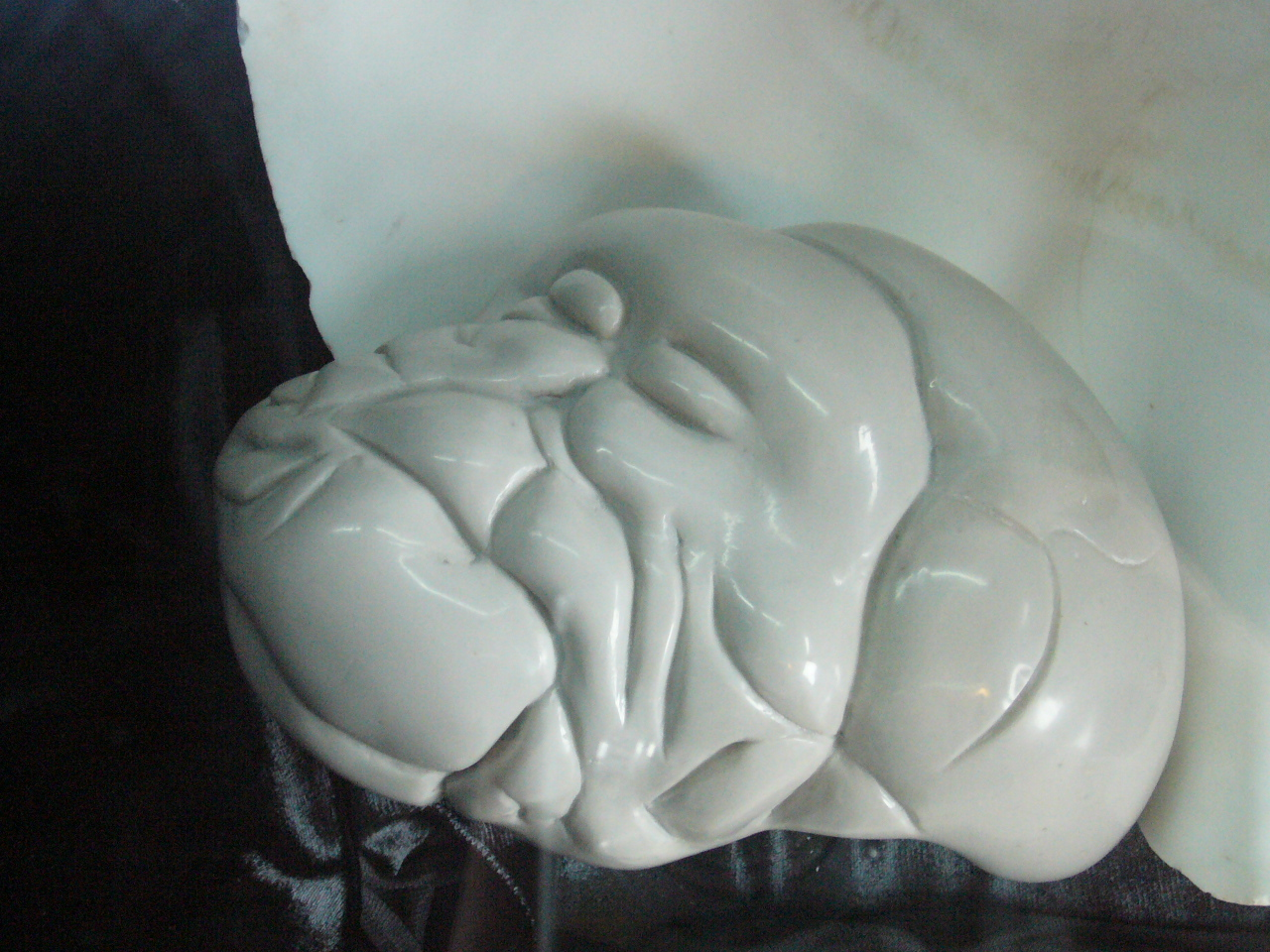
Réplique de la « Perle de Lao Tseu »

| Année | Habitants | Évolution |
| ----- | --------- | --------- |
| 1970  | 10 176    | -         |
| 1975  | 15 510    | 8,82 %    |
| 1980  | 17 973    | 2,99 %    |
| 1990  | 29 142    | 4,95 %    |
| 1995  | 33 303    | 2,53 %    |
| 2000  | 41 458    | 4,81 %    |
| 2007  | 53 430    | 3,56 %    |
| 2010  | 63 644    | 6,57 %    |
| 2015  | 75 468    | 3,30 %    |